# 堺村 (東京都)
堺村（さかいむら）は、かつて東京都南多摩郡に存在した村である。1958年（昭和33年）、近隣の1町2村との合併により町田市となり廃止された。

## 概要
現在の町田市の町名では相原町、小山町、小山ヶ丘にほぼ相当する。
町田市では現在でもこの旧村域を「堺地域」「堺地区」と称しているほか、「堺市民センター」や「堺中学校」のように、施設や学校名にその名を残している。

## 村長
村長は以下の通りである。
- 青木芳斉 1889年6月〜1893年4月
- 萩原半蔵 1893年4月〜1895年3月
- 守屋勘右衛門 1895年4月〜1902年2月
- 橋本愛雄 1902年5月〜1903年11月
- 井上左伝次 1903年12月〜1905年3月
- 雁本倉次郎 1905年5月〜1907年7月
- 綱野勇蔵 1907年8月〜1921年4月
- 岡本豊吉 1921年5月〜1929年8月
- 守屋嘉市 1929年9月〜1939年9月
- 小島兵助 1939年9月〜1946年11月
- 菊谷武平 1947年4月〜1950年1月
- 牛久保利一郎 1950年3月〜1954年3月
- 諏訪正賢 1954年3月〜1958年1月

## 歴史

### 名称の由来
武蔵国と相模国の境界であることから堺という名がでた。

### 沿革
- 1889年（明治22年）4月1日 - 町村制施行により、相原村、小山村が合併して神奈川県南多摩郡堺村が成立。
- 1893年（明治26年）4月1日 - 三多摩が神奈川県から東京府へ移管。東京府南多摩郡堺村となる。
- 1908年（明治41年）9月23日 - 横浜鉄道（現在のJR横浜線）によって東神奈川駅 - 八王子駅間が開業。相原駅は開業時の9駅のうちの一つである。
- 1943年（昭和18年）7月1日 - 東京都制により、東京都南多摩郡堺村となる。
- 1958年（昭和33年）2月1日 - 町田町、忠生村、鶴川村と対等合併、町田市となる。

## 地理
- 境川
- 草戸山
- 御殿峠

## 交通
- 国鉄相原駅